# グレゴリー (DD-82)
|          |                                                               |
| 艦歴     |                                                               |
| 発注     |                                                               |
| 起工     | 1917年8月25日                                                 |
| 進水     | 1918年1月27日                                                 |
| 就役     | 1918年6月1日 1940年11月4日                                    |
| 退役     | 1922年7月7日                                                  |
| 除籍     | 1942年10月2日                                                 |
| その後   | 1942年9月5日に戦没                                            |
| 性能諸元 |                                                               |
| 排水量   | 1,191トン                                                     |
| 全長     | 314 ft 4 in (96 m)                                            |
| 全幅     | 30 ft 11 in (9.4 m)                                           |
| 吃水     | 9 ft 2 in (2.8 m)                                             |
| 機関     | 2缶 蒸気タービン2基 2軸推進、13,500shp                        |
| 最大速   | 駆逐艦当時 35ノット(65 km/h)                                  |
| 乗員     | 士官、兵員141名                                               |
| 兵装     | 駆逐艦当時 4インチ砲4門、3インチ砲1門、21インチ魚雷発射管12門 |

グレゴリー (USS Gregory, DD-82/APD-3) は、アメリカ海軍の駆逐艦。ウィックス級駆逐艦の1隻。艦名は米英戦争と南北戦争で活躍したフランシス・グレゴリー少将にちなむ。その名を持つ艦としては初代。

## 艦歴
グレゴリーはマサチューセッツ州クインシーのフォアリバー造船所で1917年8月25日に起工し、1918年1月27日にグレゴリー少将のひ孫娘ジョージ・S・トレヴァー夫人によって進水。艦長アーサー・P・フェアフィールド中佐の指揮下1918年6月1日に就役する。

### 第一次世界大戦
グレゴリーは竣工後まもなく、ニューヨークからフランスのブレストに向かうイギリスとフランスの輸送船で構成された輸送船団に合流し、第一次世界大戦における最後の大西洋の戦いの夏を過ごした。大戦終結間近の1918年11月2日にはジブラルタルの哨戒隊に配備される。休戦成立後は大西洋と地中海での哨戒のほかに、オーストリア＝ハンガリー帝国の休戦の履行を支援するため、アドリア海を経由しての人員と物資の輸送にもあたった。半年後の1919年4月28日からは、西地中海地域における救援任務に従事し、戦艦アリゾナ (USS Arizona, BB-39) とともにイズミル、コンスタンティノープルおよびバトゥミに人員と物資を輸送。トビリシからはアメリカ総領事とロシア帝国およびイギリスの軍人を乗せてジブラルタルに向かった。一連の輸送任務を終えたあと、グレゴリーは1919年6月13日にニューヨークに帰投した。帰投後はスタテンアイランドのトンプキンズヴィル、ブルックリン海軍工廠およびフィラデルフィア海軍造船所に係留され、1921年1月4日にサウスカロライナ州チャールストンに向けて航海を行った。南部諸港における地域訓練事業への従事が1922年4月12日に終わったあとはフィラデルフィア海軍造船所に回航され、1922年7月7日に退役して保管されることとなった。

### 第二次世界大戦
ファラガット級駆逐艦の竣工以降、アメリカ海軍は大量に保有していたウィックス級をはじめとする従来型の駆逐艦を順次除籍したり、他の艦種に移すなどの作業を行った。グレゴリーはウィックス級のうち高速輸送艦に改装される6隻のうちの1隻となり、舟艇搭載用のスペースを確保するため従来の武装をすべて撤去し、また前部主缶を撤去して2本煙突となって速力が低下した。高速輸送艦に改装されたグレゴリーは1940年11月4日に APD-3 として再就役し、リトル (USS Little, APD-4) 、コルホーン (USS Colhoun, APD-2) およびマッキーン (USS Mckean, APD-5) とともに第12輸送群を編成した。この4隻はすべてソロモン諸島の戦いで失われ、1隻たりとも第二次世界大戦を生き残ることはできなかった。
改装後、グレゴリーは僚艦とともに東海岸で海兵隊とともに演習を重ねて上陸作戦の能力を高めていった。太平洋戦争開戦後の1942年1月27日、グレゴリーは真珠湾に向けてチャールストンを出港する。ハワイ水域での第12輸送群の諸艦は春の間、修理のためにサンディエゴに回航されたこと以外は演習に明け暮れていた。演習を終えた輸送群は6月7日、来るべきガダルカナル島の戦いに備えて真珠湾を出港して南太平洋に向かう。7月31日、フランク・J・フレッチャー中将の第62任務部隊の指揮下に入ったグレゴリーはヌメアを出撃し、ガダルカナル島に向かう。8月7日、グレゴリーと僚艦はガダルカナル島に海兵隊を上陸させ、以降も歴史上最も激しい戦闘が行われる地域に深く関わることとなる。輸送群は後世に「アイアンボトム・サウンド」と呼ばれるようになる海域の警戒のほか、後方基地エスピリトゥサント島からの人員と物資の輸送に奔走した。8月29日、グレゴリーとリトルにコルホーンおよび兵員輸送艦ウィリアム・ワード・バロウズ (USS William Ward Burrows, AP-6) を交えた輸送船団はガダルカナル島沖に到着して揚陸作業を開始し、この様子を発見した在ガダルカナル島の日本軍部隊は日本海軍に通報し、第八艦隊は「東京急行」を行っていた駆逐艦に攻撃を指令したが、当の駆逐艦は目標を見過ごして戦闘は起こらなかった。
9月4日、グレゴリーはリトルとともにサボ島に海兵強襲部隊を上陸させるためツラギ島を出撃する。「サボ島に日本軍がいる」という情報を聞いての小作戦であったが実際には誤報であり、2隻は強襲部隊を撤収させてガダルカナル島に送り届けた。任務を終えたあとはツラギ島に帰投する予定であったが暗夜のこともあり、このままガダルカナル島北岸部を哨戒することとなった。そのころ、第八艦隊は「東京急行」で第二師団の兵力を分散して輸送しようと計画し、同じく9月4日に駆逐艦6隻に兵員3000名を分乗させてショートランドを出撃させた。6隻の駆逐艦のうち、夕立と初雪、叢雲の3隻は夕立駆逐艦長吉川潔中佐に率いられて輸送任務を終え、ヘンダーソン飛行場への艦砲射撃を画策してルンガ岬に進んだ。22時58分、3隻の駆逐艦は左舷方向に目標を発見して砲撃を開始する。砲撃を受けたグレゴリーとリトルはレーダーを持っていたものの、探知した4つの目標を日本潜水艦であると判断しており、発砲の閃光もまた日本潜水艦からのものと判断していた。おりしもPBY カタリナが飛来して照明弾を投下したがその位置はグレゴリーとリトルの前方であり、味方を浮かび上がらせる形となって日本側に利益を与える格好となってしまった。
グレゴリーは3隻の日本駆逐艦から照射を受け、5度の砲撃により艦首から艦尾まで正確に撃たれ、全艦が火に包まれた。備砲で応戦したものの多勢に無勢で、砲撃により2つのボイラーも破裂して3分も経たないうちに艦は沈み始めた。艦長ハリー・F・バウアー少佐も砲撃で負傷し、総員退艦を令してグレゴリーの乗組員は次々と海中へ飛び込んだ。バウアー少佐自身は助けを求める2人の乗組員を救うため行動したが、そのまま行方知れずとなった。バウアー少佐の勇敢な行為に対して没後シルバースターが追贈され、アレン・M・サムナー級駆逐艦から改装された敷設駆逐艦ハリー・F・バウアー (USS Harry F. Bauer, DM-26) は、バウアー少佐を讃えて命名された。グレゴリーは9月5日1時23分に沈没し、脱出した乗組員は夜を徹してガダルカナル島目指して泳いだ。3隻の日本駆逐艦は乗組員に対して射撃を行ったが、やがて高速で去っていった。リトルもグレゴリーと相前後して沈んだ。太平洋艦隊司令長官チェスター・ニミッツ元帥は後年、「これら小さな兵力は圧倒的な敵に立ち向かって、可能な限り戦いを行った。2隻はキャンペーンの遂行に不可欠な任務を遂行した」とグレゴリーとリトルを讃えた。グレゴリーは1942年10月2日に除籍された。
グレゴリーは第二次世界大戦の功績で2個の従軍星章を受章した。